# Episodi di Kenan & Kel (terza stagione)
La terza stagione della serie televisiva Kenan & Kel è stata trasmessa in anteprima negli Stati Uniti d'America dalla Nickelodeon tra il 17 ottobre 1998 e il 17 aprile 1999.
| nº | Titolo originale         | Titolo italiano | Prima TV USA     | Prima TV Italia |
| -- | ------------------------ | --------------- | ---------------- | --------------- |
| 1  | Skunkator vs. Mothman    |                 | 17 ottobre 1998  |                 |
| 2  | Fenced In                |                 | 10 ottobre 1998  |                 |
| 3  | The Raffle               |                 | 24 ottobre 1998  |                 |
| 4  | The Chicago Witch Trials |                 | 31 ottobre 1998  |                 |
| 5  | To Catch a Thief         |                 | 7 novembre 1998  |                 |
| 6  | Happy B-Day Marc         |                 | 21 novembre 1998 |                 |
| 7  | I.Q. Can Do Better       |                 | 28 novembre 1998 |                 |
| 8  | Attack of the Bug Man    |                 | 14 novembre 1998 |                 |
| 9  | Surprise, Surprise       |                 | 5 dicembre 1998  |                 |
| 10 | You Dirty Rat            |                 | 12 dicembre 1998 |                 |
| 11 | Freezer Burned           |                 | 2 gennaio 1999   |                 |
| 12 | Present Tense            |                 | 9 gennaio 1999   |                 |
| 13 | Housesitter              |                 | 16 gennaio 1999  |                 |
| 14 | I'm Gonna Get You Kenan  |                 | 13 marzo 1999    |                 |
| 15 | The Limo                 |                 | 20 marzo 1999    |                 |
| 16 | The Contest              |                 | 27 marzo 1999    |                 |
| 17 | Picture Imperfect        |                 | 6 febbraio 1999  |                 |
| 18 | He Got Job               |                 | 13 febbraio 1999 |                 |
| 19 | Clothes Encounters       |                 | 20 febbraio 1999 |                 |
| 20 | We Are the Chimpions     |                 | 6 marzo 1999     |                 |
| 21 | Who Loves Who-ooh?       |                 | 10 aprile 1999   |                 |
| 22 | Poem Sweet Poem          |                 | 17 aprile 1999   |                 |